# Beaver Island
Beaver Island – wyspa na jeziorze Michigan w Stanach Zjednoczonych, na terenie stanu Michigan, w hrabstwie Charlevoix.
Beaver Island leży około 51 km od miasta Charlevoix, leżącego na wybrzeżu jeziora Michigan. Można na nią dotrzeć tylko łodzią lub samolotem na jedno z dwóch lotnisk. Wyspa administracyjnie składa się z dwóch jednostek osadniczych: Peaine Township (292 mieszkańców w 2010 roku) oraz St. James Township (365 mieszkańców w 2010 roku). Wyspa w większości jest zalesiona i pagórkowata, a najwyższy punkt sięga 241 m n.p.m., czyli 65 m powyżej powierzchni jeziora Michigan.

## Historia
Wyspa powstała około 11 tys. lat temu, gdy z rejonu Wielkich Jezior ustąpił lodowiec (zlodowacenie Wisconsin). Powierzchnia wyspy zmieniała się w zależności od poziomu wody jeziora Michigan, a przy najniższym poziomie (około 114 m niżej), w okresie 8-4 tys. lat temu miała nawet stałe połączenie z lądem.
Pierwsi ludzie na wyspie pojawili się około 2200 lat temu. Od kiedy jest zamieszkała na stałe, jest trudne do ustalenia, a Indianie Ottawowie zamieszkiwali wyspę co najmniej 300 lat temu. W latach 40. XIX wieku osiedlili się biali osadnicy, zakładając punkty handlowe z Indianami (ang. Trading Post). Około 1850 roku wyspę zamieszkiwało już około 100 przybyszów. Dwa lata wcześniej na wyspę przybył James Strang, który był założycielem Kościoła Jezusa Chrystusa Świętych w Dniach Ostatnich będącego wczesnym odłamem kościoła założonego przez Josepha Smitha, zwanego Mormonami. Początkowo Mormoni żyli na stopie pokojowej z tubylcami, jednak zaczęły narastać konflikty, których kulminacją była tzw. Wojna o Whiskey Point (ang. War of Whiskey Point). W rezultacie wkrótce większość nie-Mormonów opuściła wyspę. Władza Stranga nad mieszkańcami wyspy rosła do tego stopnia, że wkrótce ogłosił się królem. Poślubił wiele kobiet i sprawował władzę do 1856 roku, kiedy został zamordowany przez swoich następców. Mormoni w czasie swojego pobytu, karczując lasy, uprawiając ziemię, budując drogi przyczynili się do ekonomicznego rozwoju wyspy. To spowodowało, że krótko po śmierci Stranga tłumy ludzi (nie-Mormonów) podburzone przez spekulantów ziemią przybyły z odległej o około 70 km Mackinac Island, zniszczyły dorobek ich pracy, a samych Mormonów wypędzili.
Kolejną grupą etniczną, która osiedliła się na Wyspie Beaver, byli emigranci irlandzcy. Zajmowali się oni łowieniem ryb, a że okolice wyspy były bardzo dobrymi łowiskami, wyspa w połowie lat 80. XIX wieku stała się największym dostawcą ryb słodkowodnych na rynek amerykański. Jednak łowiska Wielkich Jezior na skutek grabieżczej polityki zaczęły się wyczerpywać, a na wyspie coraz większe znaczenie zaczęło odgrywać rolnictwo i leśnictwo. W 1905 roku wyspa uzyskała połączenie telegraficzne za pomocą kabla, a w 1939 roku wybudowano pierwszą elektrownię. Największa liczba ludności zamieszkiwała wyspę w latach 40. XX wieku, kiedy wynosiła ponad 1000 mieszkańców. Do lat 70. następował odpływ mieszkańców, który uległ zahamowaniu, gdy coraz większe znaczenie zaczęła zyskiwać turystyka.

## Atrakcje turystyczne

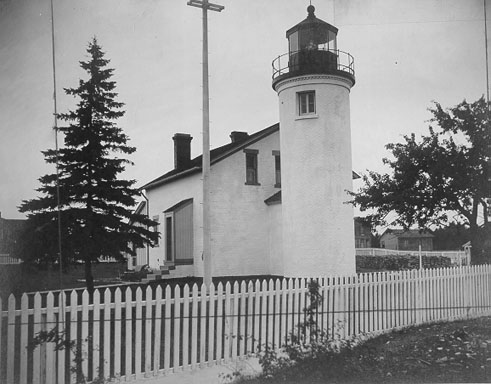
Latarnia przy wejściu do portu

Na wyspie znajdują się trzy muzea. Jedno poświęcone zamieszkałym w XIX wieku Mormonom. Znajduje się ono w wybudowanym w 1850 budynku pierwotnie będącym drukarnią ((ang.) The old Mormon print shop). Drugie to muzeum marynistyczne znajdujące się w wybudowanej w 1906 roku szopie na sieci rybackie. W wybudowanym z bali w 1893 roku budynku mieści się dom-muzeum, w którym żył przez 28 lat Doctor Feodar Protar, leczący charytatywnie przez cały okres swojego pobytu biednych mieszkańców wyspy.
Na wyspie znajdują się dwie latarnie morskie, z których jedna (południowa) wyposażona jest w syrenę przeciwmgielną.